# 弯萼金丝桃
弯萼金丝桃（学名：Hypericum curvisepalum）为藤黄科金丝桃属下的一个种。

## 扩展阅读
- 維基物種上的相關：弯萼金丝桃